# كلود روك
كلود روك (بالإنجليزية: Claude Rock)‏ (9 يونيو 1863 - 27 يوليو 1950) هو لاعب كريكت أسترالي.

## وصلات خارجية
- كلود روك على موقع إي آس بي آن كريك إنفو (الإنجليزية)